# Grammy Award for Best R&B Solo Vocal Performance, Male or Female
Der Grammy Award for Best R&B Solo Vocal Performance, Male or Female (auf Deutsch etwa „Grammy-Auszeichnung für die beste Gesangsdarbietung – R&B, Mann oder Frau“) war ein Musikpreis, der 1967 einmalig im Rahmen der Grammy Awards verliehen und danach aufgetrennt wurde. Ausgezeichnet wurden Darbietungen aus dem Musikbereich Rhythm and Blues (R&B).

## Hintergrund und Geschichte
Die seit 1958 verliehenen Grammy Awards (eigentlich Grammophone Awards) werden jährlich in zahlreichen Kategorien von der National Academy of Recording Arts and Sciences (NARAS) in den Vereinigten Staaten von Amerika vergeben, um künstlerische Leistung, technische Kompetenz und hervorragende Gesamtleistung ohne Rücksicht auf die Album-Verkäufe oder Chart-Position zu ehren.
Der Preis wurde 1967 für Solokünstler parallel zum Grammy Award for Best R&B Performance by a Duo or Group with Vocal für Gruppen eingeführt, jedoch bereits im Folgejahr in den Grammy Award for Best Female R&B Vocal Performance und den Grammy Award for Best Male R&B Vocal Performance aufgeteilt. Der einzige Preisträger war Ray Charles für Crying Time.

## Gewinner und nominierte Künstler
| Jahr | Künstler / Band | Nationalität       | Werk        | Weitere nominierte Künstler | Bilder der Künstler |
| ---- | --------------- | ------------------ | ----------- | --- | ------------------- |
| 1967 | Ray Charles     | Vereinigte Staaten | Crying Time | - James Brown – It’s a Man’s Man’s Man’s World - Lou Rawls – Love Is a Hurtin’ Thing - Stevie Wonder – Uptight (Everything’s Alright) - Percy Sledge – When a Man Loves a Woman | Ray Charles, 1968   |